# Алтшајд
Алтшајд (њем. Altscheid) општина је у њемачкој савезној држави Рајна-Палатинат. Једно је од 235 општинских средишта округа Ајфелкрајс Битбург-Прим. Према процјени из 2010. у општини је живјело 90 становника. Посједује регионалну шифру (AGS) 7232003.

## Географија
Алтшајд се налази у савезној држави Рајна-Палатинат у округу Ајфелкрајс Битбург-Прим. Општина се налази на надморској висини од 426 метара. Површина општине износи 5,9 km².

## Становништво
У самом мјесту је, према процјени из 2010. године, живјело 90 становника. Просјечна густина становништва износи 15 становника/km².